# Шульцендорф
Шульцендорф (нем. Schulzendorf) — община в Германии, в земле Бранденбург.
Входит в состав района Даме-Шпревальд.  Занимает площадь 9,08 км².
Коммуна подразделяется на 4 сельских округа.

## Население
| Год  | Население |
| ---- | --------- |
| 1990 | 5 810     |
| 1995 | 5 850     |
| 2000 | 7 004     |
| 2005 | 7 499     |
| 2010 | 7 706     |
| 2015 | 7 872     |
| 2020 | 8 945     |

## Галерея

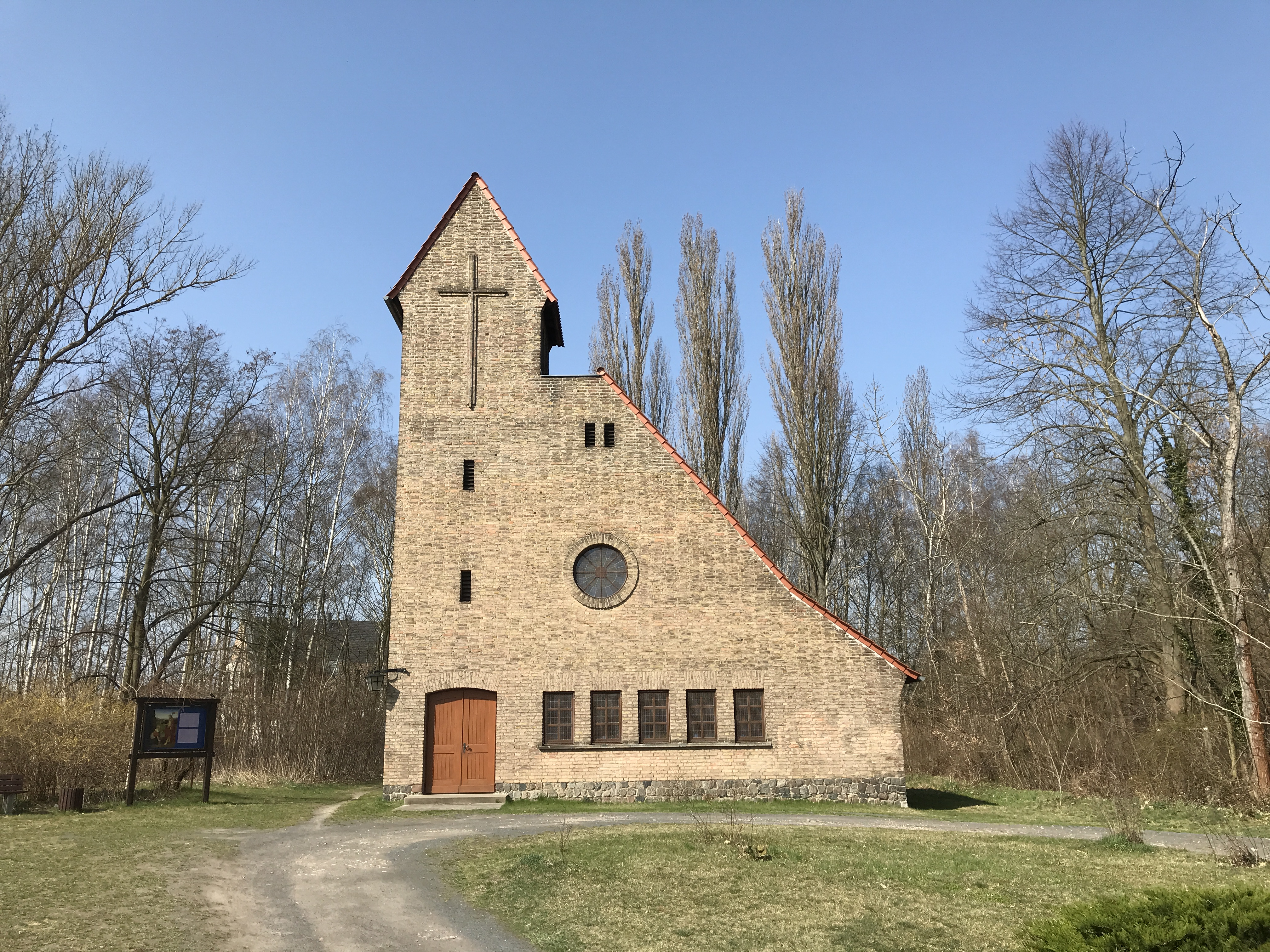
Kreuzkirche Schulzendorf
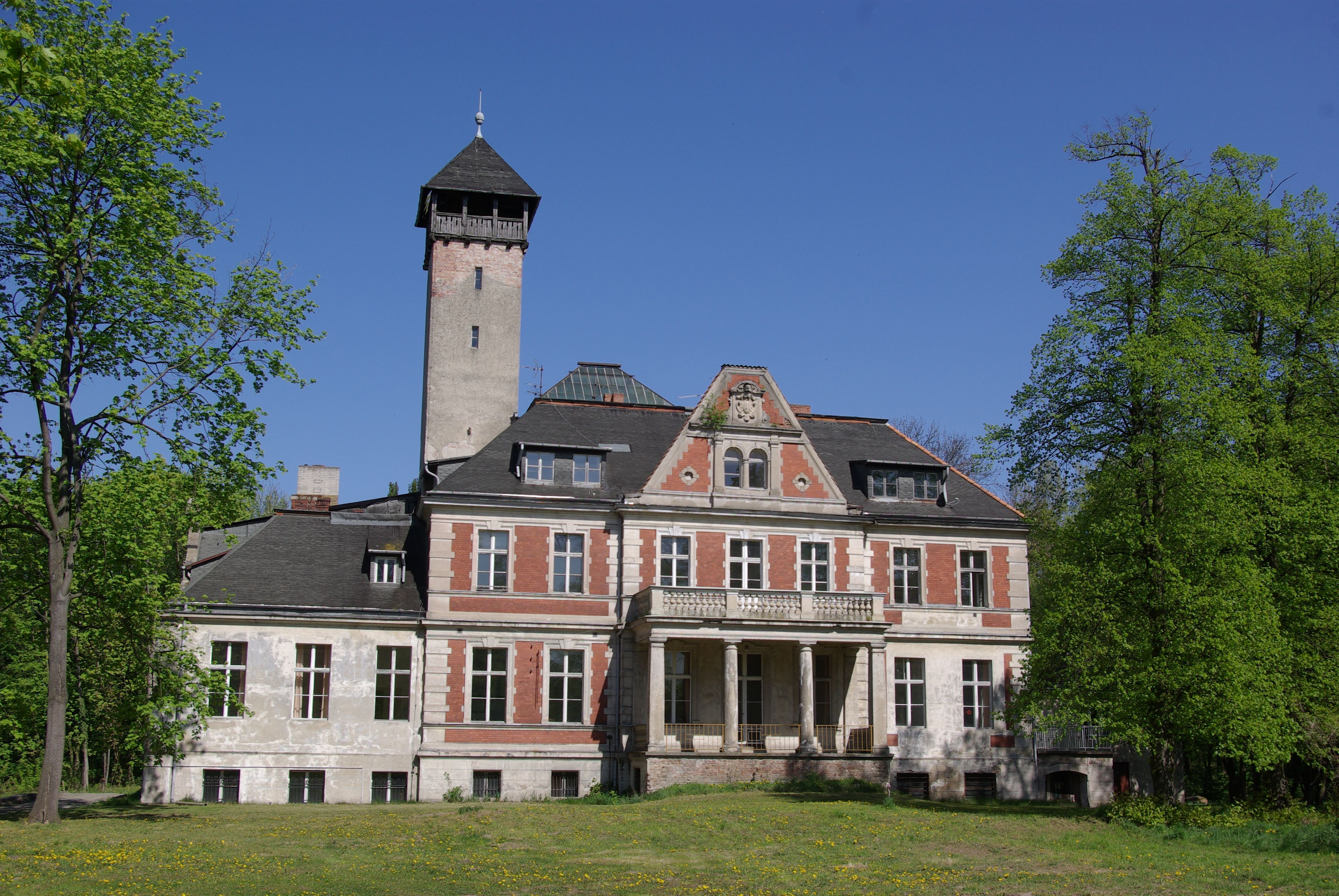
Schloss Schulzendorf
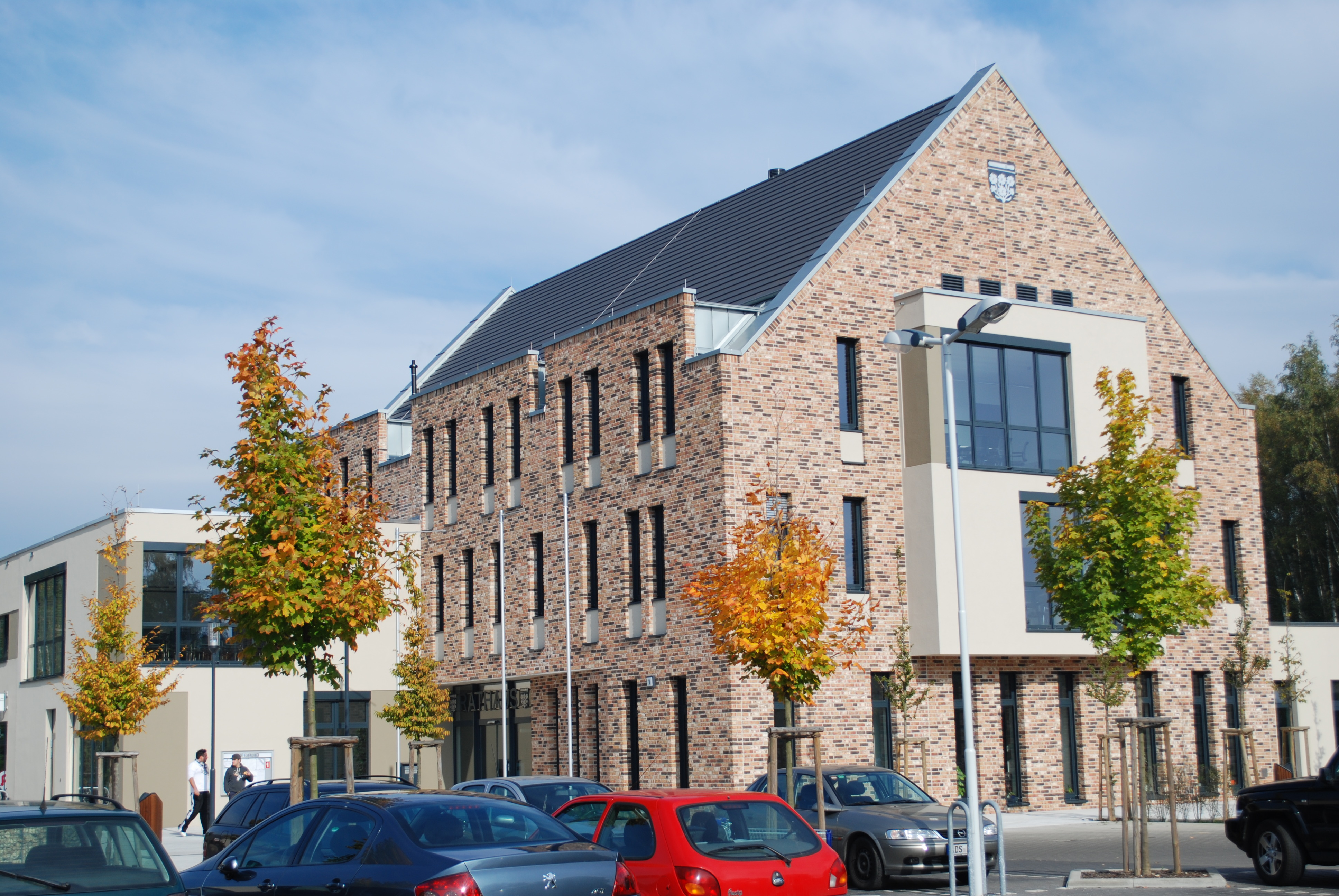
Rathaus Schulzendorf
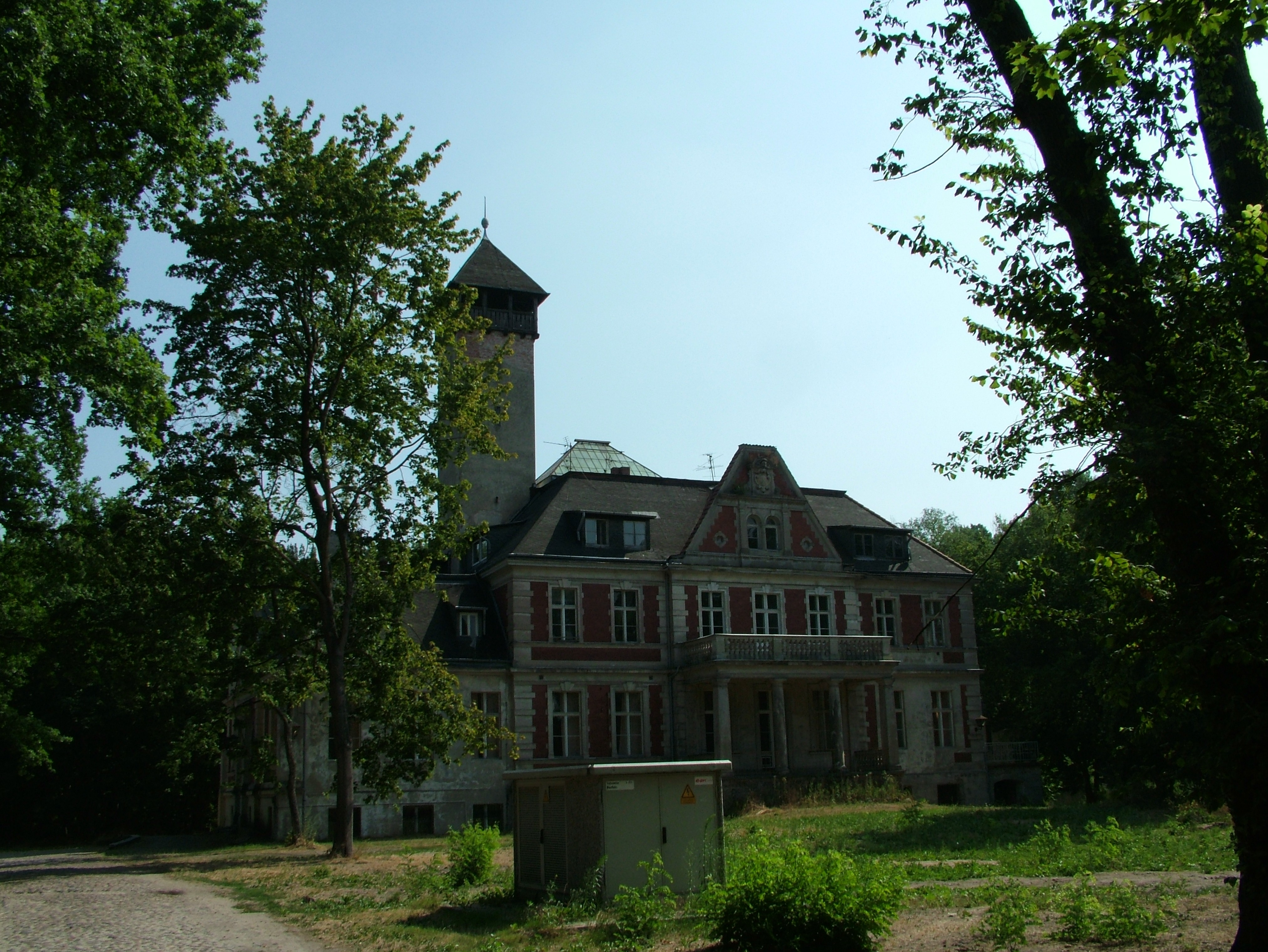
Шульцендорф
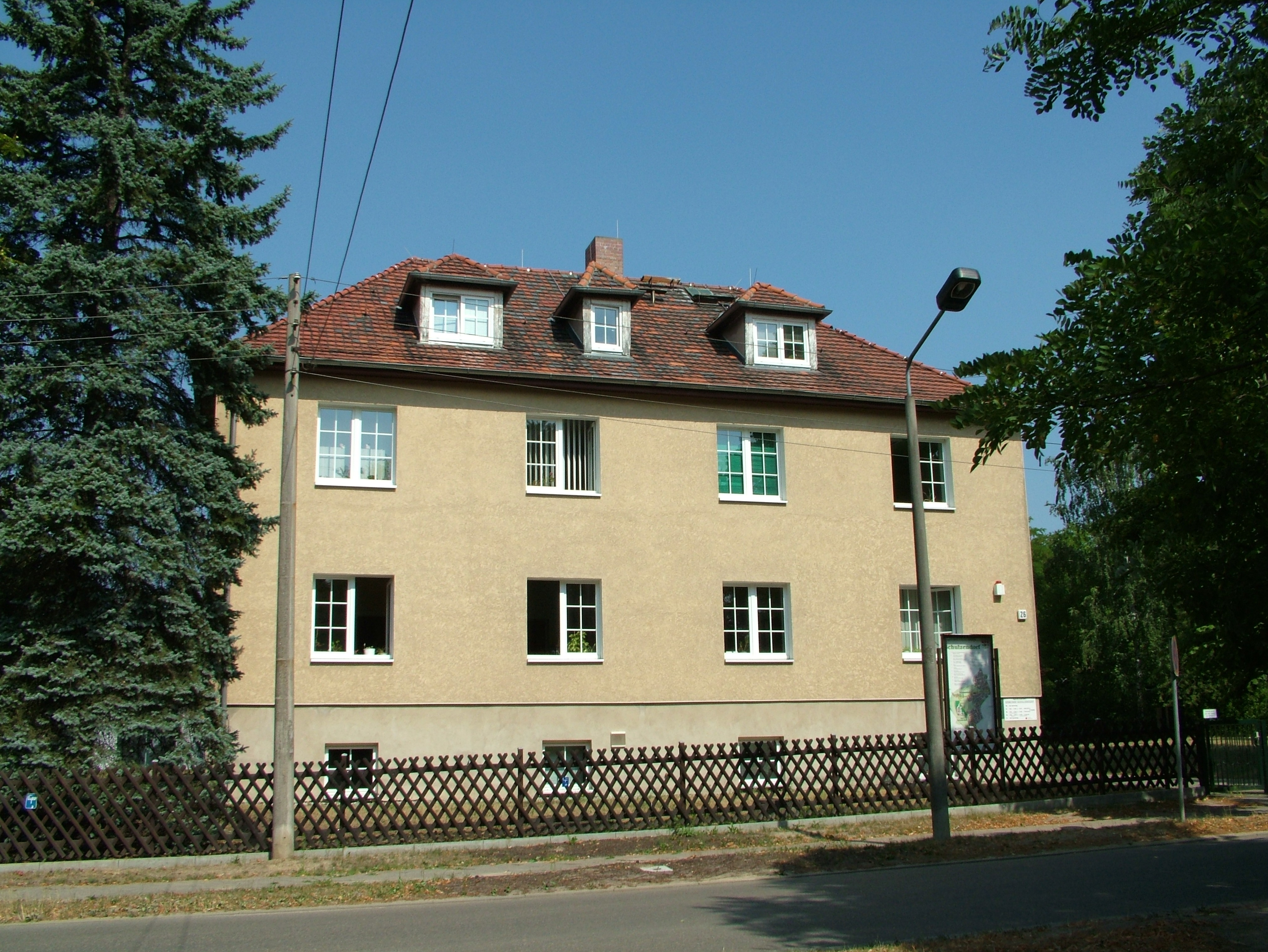
Шульцендорф